# Paolo Lebas
Paolo Lebas da Silva (* 20. April 2003 in Tourcoing) ist ein portugiesisch-französischer Fußballspieler, der aktuell beim AC Ajaccio in der Ligue 1 unter Vertrag steht.

## Karriere
Lebas begann seine fußballerische Laufbahn 2011 bei Neuville-en-Ferrain, nahe seiner Geburtsstadt Tourcoing im Norden Frankreichs. Nach zwei Jahren dort wechselte er nach Korsika zum AC Ajaccio, dem damaligen Erstligisten. Dort durchlief er mehrere Juniorenmannschaften und kam ab Sommer 2021 auch regelmäßig für die fünftklassige zweite Mannschaft zum Einsatz. Am 18. Oktober 2021 (12. Spieltag) wurde er bei einem 2:0-Sieg über Olympique Nîmes spät eingewechselt und gab somit bei den Profis sein Debüt in der Ligue 2. Ohne eine weitere Einsatzminute beendete er mit den Profis die Saison 2021/22 auf Tabellenplatz zwei, womit der Klub den Aufstieg in die Ligue 1 feiern durfte. Sein Erstligadebüt hatte er in der Saison 2022/23 am 22. Spieltag bei einer 0:2-Niederlage gegen Nantes. Nebst dem war er weiterhin hauptsächlich für die B-Mannschaft im Einsatz. Nach der Spielzeit 2022/23 endete sein Vertrag mit Ajaccio und er schloss sich dem SC Bastia an, wo er in derselben Liga für deren B-Mannschaft aufläuft.

## Erfolge
AC Ajaccio
- Zweiter der Ligue 2 und Aufstieg in die Ligue 1: 2022